# 艰难一日：海豹六队击毙本·拉登行动亲历
《艰难一日：海豹六队击毙本·拉登行动亲历》（英語：No Easy Day: The Firsthand Account of the Mission That Killed Osama bin Laden）是美国海军海豹突击队前队员以“马克·欧文”（英語：Mark Owen）笔名写作的军事回忆录，后被爆真名叫马特·比索内特（英語：Matt Bissonnette），书中透露了许多击毙本拉登行动中不为人知的细节。该书原定于九一一事件十一周年纪念日发行，但后来出版公司将发行日期提前到2012年9月4日。美国国防部新闻发言人乔治·利特尔（英語：George E. Little）在9月4日的新闻发布会上表示，本书涉嫌泄密并考虑对作者提前诉讼。美国国防部部长帕内塔在CBS《今晨》节目中指责比索内特在本书出版前未经国防部许可。